# 그린베이지
그린베이지는 대한민국의 가수다. 이전 예명은 니폴이었다. 2015년 싱글 《Move》로 데뷔했다.

## 방송
- 쇼미더머니 10 (2021) - Top132
- 드랍더비트 (2022)